# Incurvaria vetulella
Incurvaria vetulella is een vlinder uit de familie witvlekmotten (Incurvariidae). De wetenschappelijke naam is voor het eerst geldig gepubliceerd in 1839 door Johan Wilhelm Zetterstedt.
De soort komt voor in Europa.